# Frans Bedoire
Frans Bedoire, född 10 maj 1690, död 26 december 1742, var en fransk-svensk affärsman verksam i Sverige som tillhörde skeppsbroadeln. Bedoire var pionjär som försäkringsman och deltog i skapandet av Sveriges första sjöförsäkringsbolag.

## Biografi
Frans Bedoire eller François som han även skrevs, var son till den franske perukmakaren Jean Bedoire den äldre. Vidare var han bror till Jean Bedoire den yngre. Bedoires far hade i Sverige etablerat en inkomstbringande vinimport, som Frans Bedoire övertog efter faderns död 1721. Han inledde även en inkomstingbringande saltimport och engagerade sig som affärsidkare i olika rederier. Genom affärsidkandet blev han en av Stockholms rikaste handelsmän.  

### 1731–1732: Svenska Ostindiska Companiet
Bedoire grundade Svenska Ostindiska Companiet år 1731 och tillhörde vid grundandet dess första direktion jämte Colin Campbell och Henrik König. Bedoire ersattes redan år 1732 av Volrath Tham.

### Övriga uppdrag
1739 grundade han tillsammans med andra handelsmän Sjöassuranskompaniet som Sveriges första sjöförsäkringsbolag.

## Familj
Frans Bedoire gifte sig 1723 med Maria Elisabeth Ross (1703–1738), som var dotter till den skotske adelsmannen Nicholas Ross och Charlotta de Gomsez.
Barn med Maria Elisabeth Ross:
1. Charlotta (1725–1808), societetsdam, gift med den förmögne affärsmannen Herman Petersen[2]
2. Maria Elisabeth (1726–1783), gift med Engelbert Gother
3. Jean (1728–1800), adlad de Bedoire nr. 2133. Ogift.[8]
4. Johanna (1729–1808), gift med greven, riksrådet och justitiekanslern Erik von Stockenström[9]
5. Ulrika (1733–1769)